# 幾內亞矛耙麗魚
幾內亞矛耙麗魚，為輻鰭魚綱鱸形目隆頭魚亞目慈鯛科的其中一種，分布於非洲幾內亞淡水流域，體長可達7.9公分，棲息在中底層水域，生活習性不明。